# 利府町立菅谷台小学校
利府町立菅谷台小学校（りふちょうりつ すがやだいがっこう）は宮城県宮城郡利府町にある公立小学校。

## 沿革[1]
- 1997年（平成9年）6月20日 - 本校設立議決。
- 1998年（平成10年）
  - 7月4日 - 校章決定。
  - 10月4日 - 校旗決定。
- 1999年（平成11年）
  - 4月1日 - 利府町立利府第二小学校より分離開校。
  - 4月6日 - 開校式挙行し、校木「やぶ椿」制定。
  - 6月29日 - 航空写真撮影。
  - 11月4日 - 校歌制定披露式挙行。この日を開校記念日と定める。
- 2000年（平成12年）10月30日 - 開校一周年記念式挙行。
- 2003年（平成15年）
  - 5月16日 - 第1回学校評議員会。
  - 7月22日 - 第1回もの作りチャレンジ教室及び寺子屋教室。
  - 11月21日 - 第1回つばきっ子祭り。
- 2004年（平成16年）3月22日 - コンピュータ室コンピュータ入れ替え。
- 2009年（平成21年）10月3日 - 開校10周年記念式典挙行。記念事業として「学習畑」完成。
- 2010年（平成22年）4月19日 - 通級指導教室（サポート教室）開設。
- 2011年（平成23年）
  - 3月10日 - 「バタフライガーデン」設営。
  - 3月11日 - 14時46分頃に発生した東北地方太平洋沖地震（東日本大震災・震度6）により校舎に被害が発生。児童引き渡し実施。
  - 3月31日 - 修了式と第12回卒業生挙行。
  - 11月5日 - 第1回「十符っ子の日」～感謝と誓いのつどい～。
- 2014年（平成26年）9月26日 - 低鉄棒設置工事（前校庭）。
- 2017年（平成29年）5月20日 - 運動会の種目に地域芸能「利府祭人」を採用。
- 2018年（平成30年）12月14日 - 校舎トイレ改修工事完了し、新トイレ使用開始。
- 2021年（令和3年）1月6日 - 児童用タブレット端末（iPad・1人1台）使用開始。

## 歴代校長
- 初代 - 谷井利夫（菅谷台小学校校歌の作詞者でもある。）

## 学区
- 菅谷台 [2]

## 卒業後
- 利府西中学校へ進学する [2] 。